# Portunov hram
Portunov hram je hram na Forumu Boariumu u Rimu, koji je izvorno bio posvećen rimskom bogu Portunu, zaštitniku luka. Jedan je od najbolje sačuvanih hramova klasične antike.
Po svojoj konstrukciji, riječ je o jonskom pseudoperipteru s tetrastilnim portikom i celom, izgređaneom po etruščanskom običaju na visokom podiju, što učinjeno zbog blizine Tibera i česte opasnosti od poplava.
Hram se u rimsko doba nalazio blizu luke Portus Tiberianus, malo izvan rimskih gradskih vrata Porta Flumentana, te je moguće da je izvorno bio izgrađen još u vrijeme kada su Rimom vladali kraljevi.
Obnavljan je više puta, a sadašnje prostilno zdanje iz 1. stoljeća pr. Kr. ima pronaos tj. trijem pred svetištem širok četiri, a dubok dva stupa, dok ja sama cela smještena u prostoru između pet uzdužnih i četiri poprečna jonska polustupa.
Visoki podij od nabijenog kamena obložen je pločama od travertina, dok su zidovi zdanja od tufa. Stupovi, te njihove baze i kapiteli također su od travertina. 
Hram je bio ukrašen dekoracijom od štuka, koja nažalost nije sačuvana. 
Sačuvan je međutim izvorni kameni oluk – sima, kojeg ukrašavaju brojne vodorige u obliku lavljih protoma.
Hram se nalazio na Forumu Boariumu, nekadašnjoj stočnoj tržnici grada Rima na koju je stoka stizala rijekom iz pravca Ostije.
Dobru očuvanost ovoga hrama dugujemo činjenici da je u 9. st. bio pretvoren u kapelu sv. Marije Egipatske.
Ljubitelji starina ovaj su hram još davno nazvali hramom Fortune virilis (tj. hramom muževne sreće), te ga se i danas često spominje pod tim pogrešnim imenom. 
Arhitekti renesanse i kasnijih stilskih razdoblja često su se divili skladnom jonskom redu ovoga hrama čijim su prikazima stoga često bile ilustrirane knjige, te je na razne načine bio izravno i neizravno imitiran.
U svojoj glasovitoj "Povijesti umjetnosti", H. W. Janson je o ovome hramu napisao sljedeće:
Prekrasan mali "Hram Fortune virilis" (ime je čista izmišljotina jer bi se reklo da je hram bio posvećen rimskom bogu luka Portunu) je najstariji dobro očuvan primjer svoje vrste. sagrađen u posljednjim godinama 2. stoljeća pr. Kr., on podsjeća, elegantnim proporcijama svojih jonskih stupova i glavnog vijenca, na val grčkog utjecaja, koji je naišao poslije rimskog osvajanja Grčke. Pa ipak, on nije puka kopija grčkog hrama, jer u njemu raspoznajemo i određen broj etruščanskih elemenata: visok podij, dubok trijem i široku celu, koja je zahvatila i stupove peristila. S druge strane, cela više nije podijeljena na tri prostorijekao što je bila pod Etruščanima: ona sada zatvara jedan jedini i jedinstven prostor. Rimljanima su bile potrebne prostrane unutrašnjosti hramova, jer ih nisu koristili samo za smještaj kipa božanstva, već i za izlaganje trofeja (statua, oružja, itd) koje je donosila kući njihova osvajačka vojska. Tako je "Hram Fortune virilis" predstavljao dobro integriran tip hrama namijenjen rimskim potrebama, a ne slučajno križanje grčkih i etruščanskih elemenata. Predstojao mu je dug život; mnogi primjeri tog tipa, obično veći i s korintskim stupovima, nači će se još u s. st. poslije Krista, kako u Italiji, tako i u prijestolnicama provincija rimskoga carstva.